# Tamarinde

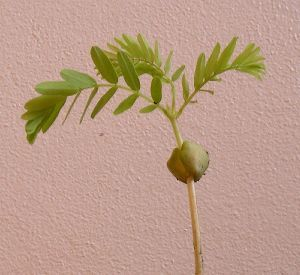
Un tamarinde eixit de la llavor

El tamarinde (Tamarindus indica) és un arbre tropical que pertany a la família de les lleguminoses o Fabaceae. És l'única espècie coneguda dins del gènere Tamarindus.

## Etimologia
La paraula "tamarinde" prové de l'àrab "tamar hind" (تمر هند), que significa "dàtil de l'Índia".

## Distribució i descripció

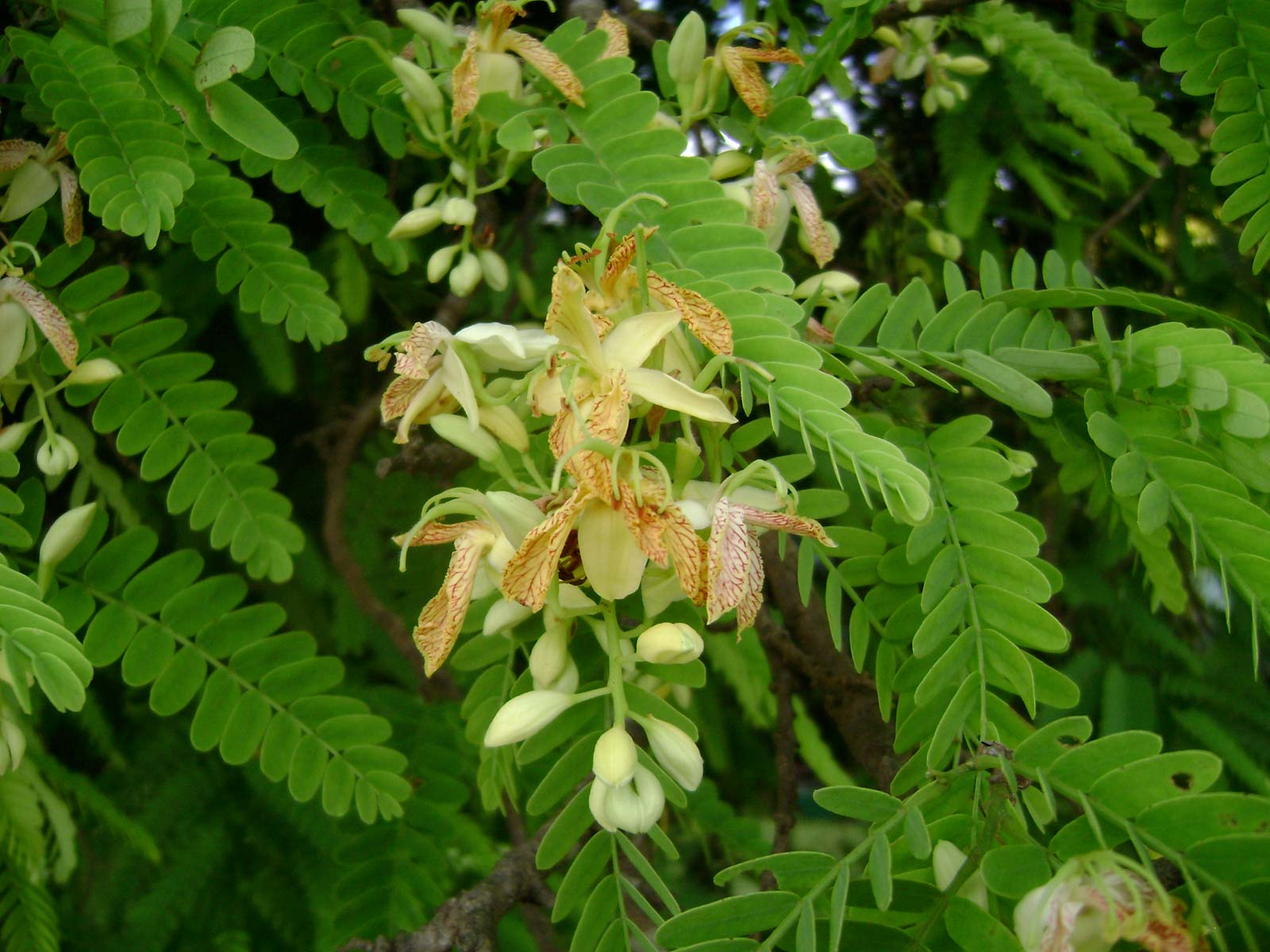
Flors del tamarinde

El tamarinde viu als llocs de clima tropical i subtropical. És originari de l'est d'Àfrica i s'ha estès arreu dels tròpics principalment a Àsia i a Amèrica, principalment al Carib, on és sovint conreat per la seva polpa.
Es tracta d'un arbre gran de fulla persistent en localitats sense una estació seca, però caducifoli en les que tenen un període de l'any sec. Fulles amb fins a 40 folíols i flors en raïms. El fruit és una tavella amb una polpa marronosa comestible i unes llavors dures.

## Usos

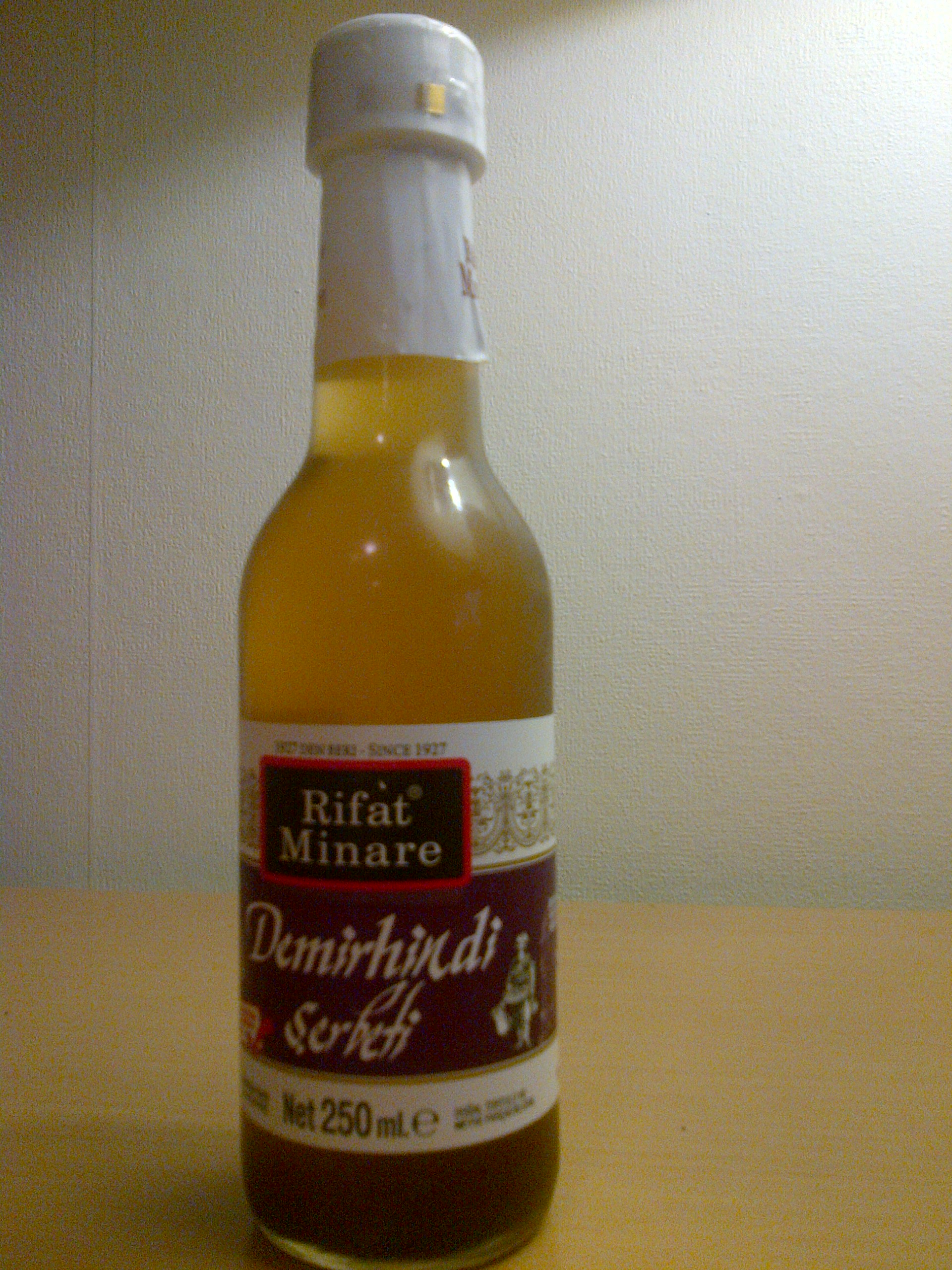
Demirhindi şerbeti (sharbat de tamarinde) és un şerbet tradicional a la cuina turca.

La polpa que envolta les llavors dels fruits del tamarinde és agradablement àcida de gust. Té moltes aplicacions a la cuina tradicional dels països de les zones tropicals asiàtiques, africanes i sud-americanes. També és un dels ingredients de la salsa Worcester.
La polpa es preserva generalment amb sal. Confitada amb mel o sucre era un dels dolços que feien servir els beduïns.
La fusta de l'arbre és dura i molt apreciada pel seu color vermell per a fer-ne mobles i parquets. Al sud de l'Índia servia per fer travesses de ferrocarril.
També té usos medicinals especialment en la medicina Ayurvèdica per combatre trastorns de tipus digestius.

## Curiositats
- Una popular cançó dels anys seixanta del segle passat del grup de Los tres sudamericanos s'anomenava Pulpa de tamarindo